# جون إيرفنج
جون إيرفنج (بالإنجليزية: John Irving) (و. 1942  م) هو كاتب، وكاتب سيناريو، وروائي، وكاتب للأطفال أمريكي، ولد في إيكستر، وهو عضوٌ في الأكاديمية الأمريكية للفنون والآداب، والأكاديمية الأمريكية للفنون والعلوم.

## التعليم
تعلم في جامعة آيوا، وأكاديمية فيليبس إكستر، وجامعة نيو هامبشاير.

## جوائز وترشيحات
حصل على جوائز منها:
- جائزة أوليفر هنري [الإنجليزية]‏ (1981)
- الجائزة الوطنية للكتاب عن فئة الخيال  [لغات أخرى]‏ (1980)
- جائزة الأوسكار لأفضل كتابة "سيناريو مقتبس"، عن عمل: قوانين منزل سايدر
- جائزة الكتاب الوطني  [لغات أخرى]‏
- جائزة لامدا الأدبية
- زمالة غوغنهايم.

ترشح لـ:
- جائزة الأوسكار لأفضل كتابة "سيناريو مقتبس"، عن عمل: قوانين منزل سايدر.

## وصلات خارجية
- جون إيرفنج على موقع IMDb (الإنجليزية)
- جون إيرفنج على موقع الموسوعة البريطانية (الإنجليزية)
- جون إيرفنج على موقع مونزينجر (الألمانية)
- جون إيرفنج على موقع ألو سيني (الفرنسية)
- جون إيرفنج على موقع ميوزك برينز (الإنجليزية)
- جون إيرفنج على موقع ميوزك برينز (الإنجليزية)
- جون إيرفنج على موقع أول موفي (الإنجليزية)
- جون إيرفنج على موقع قاعدة بيانات الأفلام السويدية (السويدية)
- جون إيرفنج على موقع إن إن دي بي (الإنجليزية)
- جون إيرفنج على موقع ديسكوغز (الإنجليزية)